# Gypsophila spinosa
Gypsophila spinosa là loài thực vật có hoa thuộc họ Cẩm chướng. Loài này được D.Q.Lu mô tả khoa học đầu tiên năm 1993.